# خرس سیاه نیوفاندلند

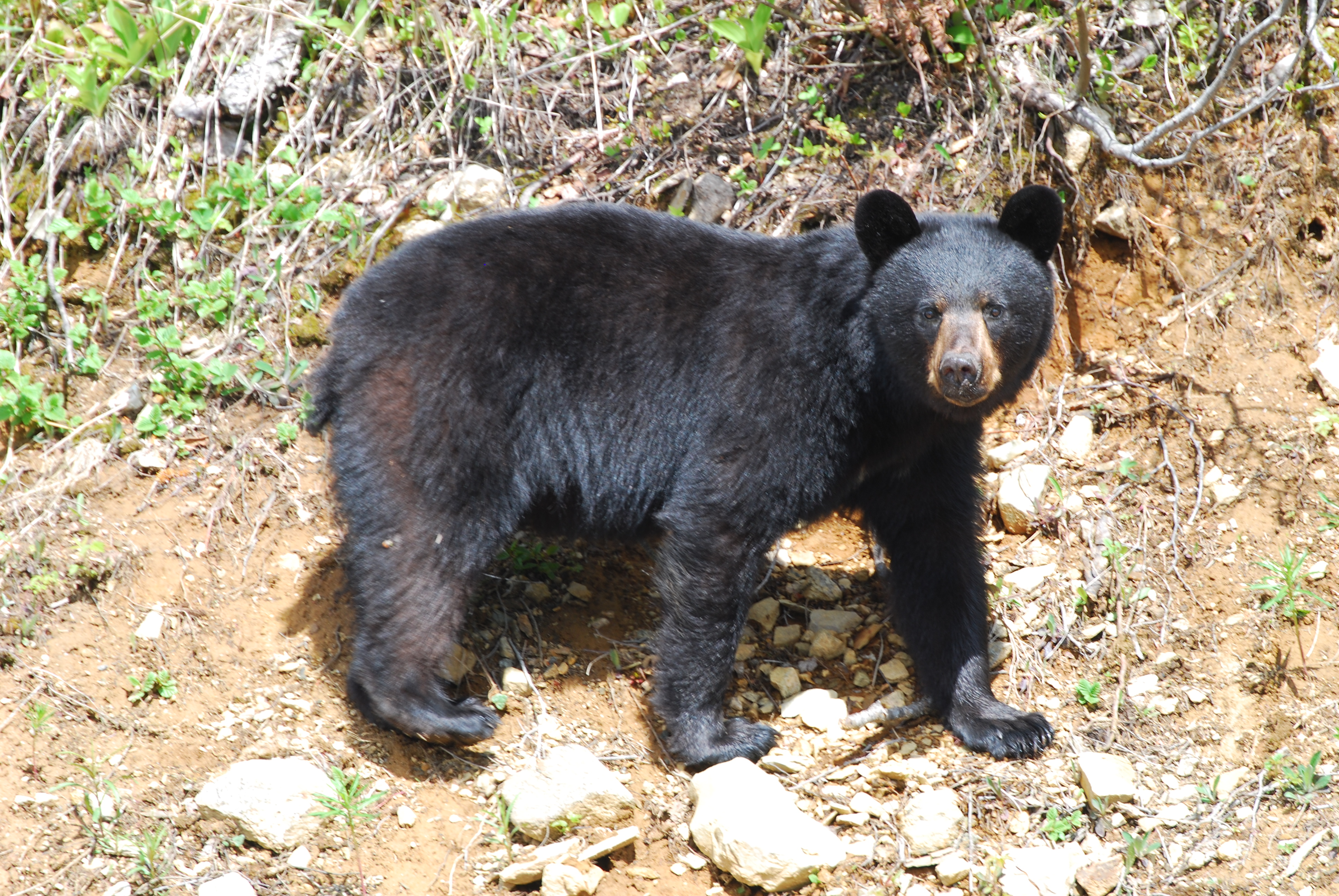
خرس سیاه نیوفاندلند

خرس سیاه نیوفاندلند (نام علمی: Ursus americanus hamiltoni) نام یک زیرگونه از گونه خرس سیاه آمریکایی است.